# Triptognathus szechenyii
Triptognathus szechenyii är en stekelart som först beskrevs av Alexander Mocsáry 1892.
Triptognathus szechenyii ingår i släktet Triptognathus och familjen brokparasitsteklar. Inga underarter finns listade i Catalogue of Life.